# FiolaSoft Studio
FiolaSoft Studio je české nezávislé vývojářské studio. Založil jej Filip Kraucher (známý jako Fiola) v roce 2002. Od té doby vytvořilo řadu freewarových her jako například Dragonwave nebo Flip-Flap. První placenou hrou od FiolaSoftu je PacIn: Nermessova pomsta. Hry jsou vytvářeny v Game Makeru. Kromě herní tvorby tým také spravoval „Velkýho Chytráka“, největší české a slovenské fórum pro vývojáře her v Game Makeru. FiolaSoft má také vlastní pořad o počítačových hrách Indian a pořad o filmech Filmové novinky. Oba bývaly vysílány na televizní stanici Relax a archivovány na YouTube. Nyní už pořad Filmové novinky zanikl a nahradil ho nový projekt NerdFix. Pořad Indian je stále aktivní a přidal se k němu třetí projekt - TechFeed který vznikl začátkem roku 2021 již pod firmou MediaRealms s.r.o., která je ale pouze organizačně.
V roce 2015 studio vydalo svůj dosud největší projekt – Blackhole. Hra si získala velmi pozitivní hodnocení od hráčů a recenzentů a prodala několik tisíc kusů.[potřebuje aktualizovat]

## Vydané hry
| Rok  | Název                           | Žánr                         | Poznámka                                                               |
| ---- | ------------------------------- | ---------------------------- | ---------------------------------------------------------------------- |
| 2006 | Mouse Trap                      | logická arkáda               |                                                                        |
| 2006 | Rybář 2                         | strategický simulátor        |                                                                        |
| 2007 | SunbulbZ                        | logická hra                  | byla určena pro letní vývojářskou soutěž „Velkej chytrák“              |
| 2007 | Device of Divinity              | logická hra                  | v roce 2008 vyšla také pro mobilní telefony                            |
| 2008 | Dragonwave                      | arkáda                       | byla určena do soutěže na zahraničním portálu                          |
| 2008 | Flip-Flap                       | logická arkáda               |                                                                        |
| 2010 | PacIn: Nermessova pomsta        | akční adventure arkáda       | je inspirována Pac-Manem, první placená hra od FiolaSoftu              |
| 2011 | Tajemství INDIMU                | logická minihra              | byla vytvořena pro soutěž v pořadu Indian                              |
| 2012 | Assassin's Creed III: Scalpcard | browserová MMO hra           | 4. února 2013 hra ukončila provoz                                      |
| 2013 | Bukanýr Online                  | browserová hra               | soutěžní hra k vydání Assassin's Creed IV: Black Flag                  |
| 2014 | Flappy Indian                   |                              |                                                                        |
| 2015 | Blackhole                       | logická plošinovka           | na českém dabingu se podíleli převážně známí youtubeři                 |
| 2016 | Řachanda                        | browserová hra               | soutěžní hra k vydání filmové pohádky Řachanda                         |
| 2019 | Indian Arcade                   | arkáda                       | Bundle starších her studia.                                            |
| 2025 | Matcho                          | logický first-person shooter | Očekávané datum vydání bylo 13. 3. 2025, bude posunuto o několik týdnů |